# Plecoptera inquinata
Plecoptera inquinata là một loài bướm đêm thuộc họ Erebidae. Nó được tìm thấy ở Thổ Nhĩ Kỳ, Azerbaijan, Iran, Liban và Israel.
Con trưởng thành bay từ tháng 5 đến tháng 10. Có hai lứa trưởng thành một năm.